# 知识社区
知识社区是一种共同体结构，是知识管理中学习理论和社会交换理论 （Social exchange theory）的融合。过去常被看作是形成于论坛或Web论坛的言语社区（discourse community），现在知识社区更多地被用来指代实践社区（community of practice）或虚拟实践社区(virtual community of practice)。和其他研究领域一样，关于知识社区的动机、组织原则和相应的结构等问题也存在着诸多争议。

## 视角
在整个20世纪八九十年代，知识社区被看做是源于BBS（Bulletin Board System）、Web论坛和网络言语社区的一种Web上的虚拟构成。直到新千年，随着社会网络网站的增加，知识社区随之被描述为个人参与知识管理的一种工具或方式。但两者的最大差异在于社会网络网站缺乏节制或对结果的引导。
1. 从社会交换理论的视角，知识社区是一种交流，参与交流的动机不断改变。而交流在知识社区成员一致的价值感知，如投入时间的回报等基础上保持着开放性。
2. 知识社区被视作一种方法，借此完成组织或流程上的革新。建立知识社区，在知识社区情境下，通过识别、生产、描述或传播数据、信息、知识，为系统、组织或社会带来变化。很明显，有意义的价值是通过知识价值链生产创造出来的是这一视角的预设前提。
3. 从组织层面上看，知识社区有助于维系组织的强关系和弱关系；把信息反馈给组织（通过即时反馈和在讨论中的话语分析）；增强组织的可信赖度（通过建立知识社区，容纳各种不同的观点，建立组织的公共信任）；加速知识转移和知识利用；增强知识的流动性（通过交流空间的建立，为研究和实践搭起桥梁）。

以分析知识社区的视角不同，但在群体间识别、生产、描述和传播知识是他们分析的共性。
Community of practice，根據認知人類學家Jean Lave 和Etienne Wenger的定義，描述了一群人有共同興趣，一門手藝，或一種專業。這個組織可以自然演變，因為成員有共同興趣在某一領域或地區，或者它可以創建專門的目標，獲得有關他們的知識領域。它是通過分享信息的過程和經驗，與小組各成員相互學習，並有機會發展自己個人和專業（(Lave & Wenger  1991年）。Community of practice也存在於網路上，如：討論區及新聞組，或是存在於現實生活中，如：在一個午餐室工作，在現場設置，在工廠車間，還是在其他地方的環境。從Lave 和Wenger在1990年代創造這個名詞後，這種型態的學習一直存在，只要人們一直透過講故事來學習和分享他們的經驗。

## 组织行为和结构
知识社区有助于培养发生着的关系，在此基础上促进思想交流的知识生态的形成。知识的价值在交流的交易本质中形成。通过交流，已有的知识被整合，新的知识被生成。知识社区利用大量的双向交流工具，比如讨论版、文章评论、投票和web会议等，来培养讨论，刺激思想交流。
知识社区的组织结构依创建者的身份、地位和目的会有很大不同。知识社区内容的贡献、管理等工作实际上传播给社区的核心成员。知识社区的成员至少包括问题专家、版主、协调人（facilitator）、普通大众或目标受众。
一般情况，知识社区鼓励社区内的信息公开，但同时也提供个人信息的保密功能。有时，社区内的公开信息受知识共享许可协议（Creative Commons Licenses）的保护，只有创作者本人有增删修改等权利。知识社区被看作是传统印刷模式和公共开放获取系统之间的桥梁。

## 缺点
知识社区和实践社区有一个共同的缺点。对一些人来说，社区的任务驱动型倾向削弱了创造力；对另一些人来说，大量专家或有相似看法人的相聚和交流使知识社区或实践社区缺少了传统社区的多样性。有人提出社会网络（social networks）的出现可以解决问题，然而，尽管社会网络和知识社区是相关的，但他们并不是一回事。